# Halina Janaszek-Ivaničková
Halina Aleksandra Janaszek-Ivaničková, pseudonim Ján Dunajský (ur. 12 grudnia 1931 w Warszawie, zm. 12 czerwca 2016) – polska eseistka, tłumaczka, filolog, historyk literatury, slawistka, komparatystka, nauczyciel akademicki, profesor zwyczajny doktor habilitowany nauk humanistycznych.

## Życiorys

### Dzieciństwo i młodość

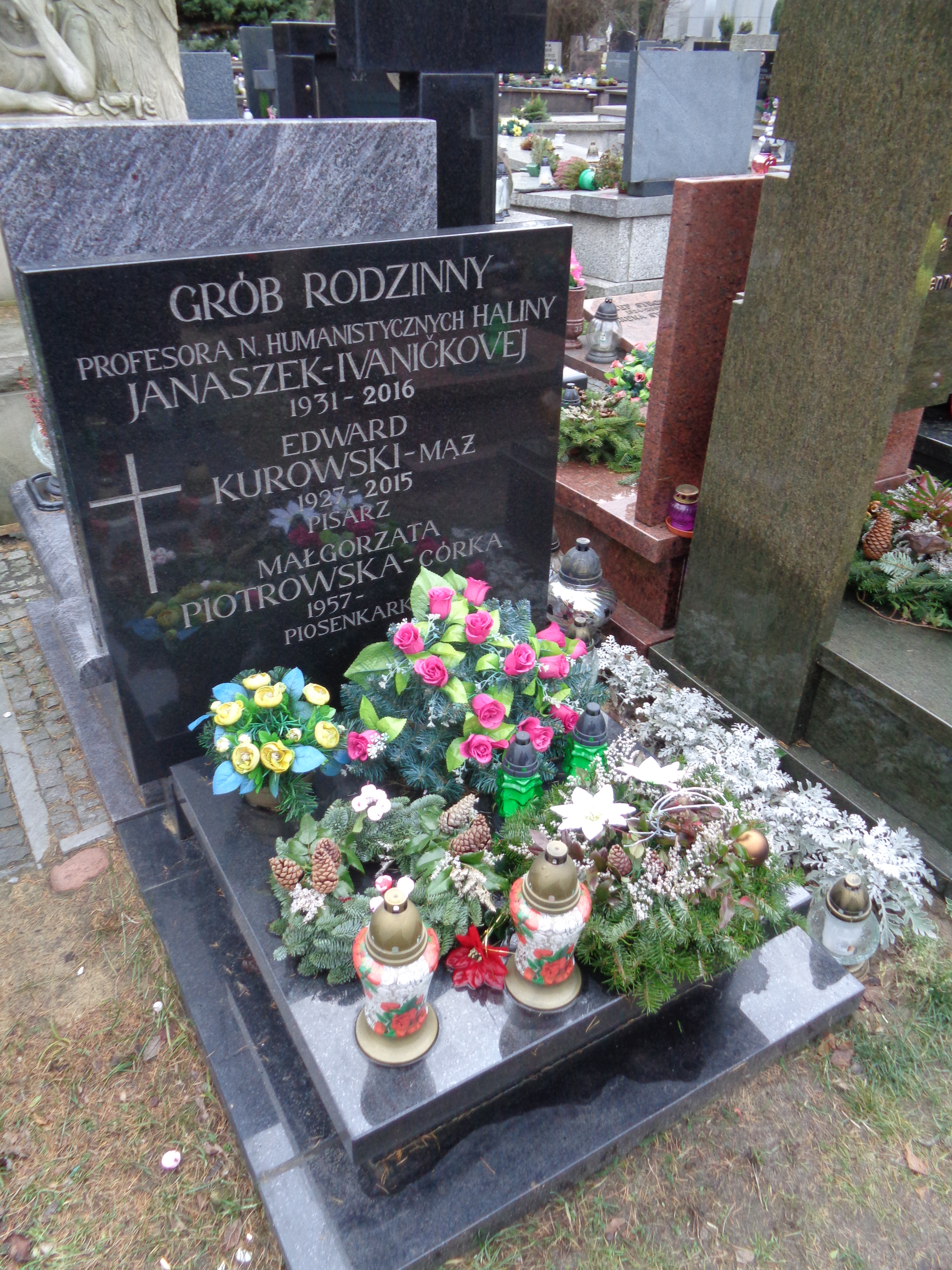
Grób Haliny Janaszek-Ivaničkovej i Edwarda Kurowskiego na wojskowych Powązkach

Ojciec Haliny Janaszek, żołnierz Armii Krajowej pułkownik Wacław Piotr Janaszek walczył w powstaniu warszawskim – zginął rozstrzelany przez Niemców. Matka Natalia Domicella z domu Goździk wyemigrowała do Kanady, gdzie mieszkała aż do śmierci. Po upadku powstania Halina została wywieziona na Śląsk, gdzie przebywała dwa lata w domu dziecka w Miechowicach pod Bytomiem (obecnie dzielnica Bytomia), a następnie w internacie przy państwowym gimnazjum w Bytomiu. W 1947 odnalazł ją tam przyjaciel ojca z konspiracji generał Jan Mazurkiewicz. Halina przeniosła się do Warszawy i zamieszkała z Janem i jego żoną Marią Mazurkiewiczami. Jednak już po kilku miesiącach opiekunów aresztowano za działalność w AK, a opiekę przejęła Jadwiga Zdanowa – dyrektorka żeńskiego Gimnazjum im. Marii Curie‐Skłodowskiej, do którego Halina Janaszek uczęszczała. W 1951 zdała maturę i rozpoczęła studia slawistyczne na Uniwersytecie Warszawskim.

### Praca naukowa
W 1956 ukończyła studia slawistyczne na Uniwersytecie Warszawskim uzyskując w 1956 stopień magistra filologii słowiańskiej (praca Powieściowa trylogia Karola Čapka „Hordubal”, „Meteor”, „Zwyczajne życie”). W 1967 uzyskała w Instytucie Badań Literackich Polskiej Akademii Nauk stopień doktora nauk humanistycznych (praca Problem inteligenta w twórczości Stefana Żeromskiego, promotor prof. Stefan Żółkiewski), a w 1973 habilitowała się na Wydziale Filozoficznym Uniwersytetu Komeńskiego w Bratysławie (praca Dwa modele inteligenta w polskiej prozie na przełomie XIX i XX wieku). Słowacki tytuł docenta uchwałą Rady Naukowej Wydziału Filologicznego Uniwersytetu Jagiellońskiego w Krakowie został nostryfikowany w Polsce jako stopień doktora habilitowanego. W 1983 decyzją Rady Państwa w Warszawie nadano jej tytuł naukowy profesora nadzwyczajnego nauk filologicznych. W 1992 została mianowana przez Ministra Edukacji Narodowej profesorem zwyczajnym na Uniwersytecie Śląskim w Katowicach.

### Praca dydaktyczna
W 1956 została skierowana przez Ministerstwo Szkolnictwa Wyższego w Warszawie do pracy na Uniwersytecie Komeńskiego w Bratysławie jako lektorka języka i literatury polskiej, gdzie pracowała 18 lat. Pierwszą jej publikacją była w 1956 praca o Marku Hłasce Pozoruhodný debut mladého poľského autora opublikowana w piśmie „Kultúrny život” nr 47. Opracowała program czteroletnich studiów polonistycznych, czym przyczyniła się do powołania w 1957 studium polonistycznego na Uniwersytecie Komeńskiego. Prowadziła na nim wykłady i seminaria, a w 1965 objęła stanowisko adiunkta. Jej uczniami byli między innymi:
- Marián Servátka – pierwszy ambasador Republiki Słowackiej w Polsce
- Jozef Hvišč – profesor literatury polskiej na polonistyce Uniwersytetu Komeńskiego w Bratysławie
- Marta Pančíková – dyrektor bratysławskiej slawistyki

We współpracy z Ferdinandem Buffą opublikowała w 1963 pierwszy słownik polsko-słowacki i słowacko-polski oraz w 1968 podręcznik nauki języka polskiego dla samouków. Opublikowała również dwutomową antologię polskiej literatury pięknej. Założyła Koło Miłośników Kultury Polskiej w Ośrodku Kultury Polskiej w Bratysławie.
Po powrocie do Polski w 1974 podjęła pracę w Zakładzie Słowianoznawstwa (od 1978 Instytut Słowianoznawstwa) Polskiej Akademii Nauk w Warszawie, najpierw na stanowisku docenta, a później profesora nadzwyczajnego. W latach 1974–1977 była stałym recenzentem publikacji słowiańskich w „Nowych Książkach”, w których także publikowała. Pisała również do „Kultury”, „Argumentów” i „Życia Literackiego”.
W PAN w latach 1974–1978 była kierownikiem Pracowni Współczesnych Literatur Zachodnio- i Południowosłowiańskich z filią w Krakowie. W 1978 kierownikiem Pracowni Współczesnych Literatur Słowiańskich oraz w latach 1978–1983 i 1987–1992 kierownikiem Zakładu Literatur Słowiańskich. W latach 1983–1987 wicedyrektorem do spraw naukowych Instytutu Słowianoznawstwa Polskiej Akademii Nauk.
Od 1974 (lub 1977) była członkiem kolegium redakcyjnego, a w latach 1986 (lub 1984) była redaktorem naczelnym pism „Pamiętnika Słowiańskiego” do 1990 i „Biuletynu Slawistycznego” do roku 1989. W latach 1986–1990 była członkiem komitetu redakcyjnego „Pamiętnika Literackiego”. Od 1987 do 1989 była członkiem Komitetu Nauk o Literaturze Polskiej oraz członkiem Komisji Komparatystycznej Międzynarodowego Komitetu Slawistów. Od 1975 członek, a w latach 1987–1989(lub 1990) przewodniczącą Rady Naukowej Instytutu Słowianoznawstwa PAN.
W latach 1992–2002 pracowała na Uniwersytecie Śląskim w Katowicach, gdzie publikowała w „Gazecie Uniwersyteckiej”. W międzyczasie w latach 1999–2001 prowadziła na Uniwersytecie Warszawskim w Instytucie Filologii Zachodnio- i Południowosłowiańskiej wykłady z postmodernizmu i seminaria magisterskie z literatury czeskiej. Od 1 października 2003 do 31 stycznia 2011 była kierownikiem Katedry Literatury Polskiej Mazowieckiej Wyższej Szkoły Humanistyczno-Pedagogicznej w Łowiczu.

### Działalność polityczna
W latach 90. związała się z partią Przymierze Samoobrona. W wyborach parlamentarnych w 1993 bez powodzenia kandydowała do Senatu z ramienia utworzonego przez to ugrupowanie komitetu wyborczego Samoobrona – Leppera (jako bezpartyjna) w okręgu warszawskim (otrzymała 47 973 głosy). Następnie wycofała się z działalności politycznej.

## Życie prywatne
W czasie studiów Halina Janaszek wyszła za mąż za Słowaka Kolomana Ivaničkę – studenta geografii na Uniwersytecie Warszawskim, późniejszego profesora geografii na Uniwersytecie Komeńskiego w Bratysławie. Rozwiedli się w 1968. Kolejnym jej mężem był Edward Kurowski – literat. Halina Janaszek-Ivaničková miała dwójkę dzieci: Kolomana Piotra Ivaničkę, profesora na Uniwersytecie Technicznym w Bratysławie i córkę Małgorzatę Piotrowską z domu Ivaničkovą, która jest piosenkarką. Jest pochowana na Powązkach-Cmentarzu Wojskowym w Warszawie kwatera B43 rząd 3 grób 11.

## Członkostwo i przynależność
- Od 1978 była członkiem Komitetu Słowianoznawstwa PAN
- Od 1967 była członkiem International Comparative Literature Association – ICLA (francuskie L'Association Internationale de Littérature Comparée – AILC)
- W latach 2003–2008 była przewodniczącą  Komisji Badań Porównawczych Międzynarodowego Komitetu Slawistów.
- W  2007 roku weszła w skład Komisji Naukowej Międzynarodowego Stowarzyszenia Iberyjsko – Słowiańskich Studiów Porównawczych ComPares
- W latach 2003–2008 była zamorskim członkiem japońskiego mega projektu badawczego „Dialogue and Confrontation. The East–West in the Slavic and Eurasian World”.
- W roku 1989 została wybrana na przewodniczącą Oddziału Warszawskiego Związku Literatów Polskich
- Była członkiem Fédération Internationale des Langues et Littératures Modernes
- Od 1971 była członkiem Związku Literatów Polskich

## Odznaczenia i wyróżnienia
- 1982 (albo 1983[6]) – Złoty Krzyż Zasługi przyznany przez Radę Państwa
- 1983 – Medal „1300 lat Państwa Bułgarskiego” przyznany przez rząd bułgarski
- 1985 – nagroda „Trybuny Ludu”[7]
- 1986 – medal Ľudovíta Štúra przyznany przez Muzeum Ľudovíta Štúra w Modrej pod Bratysławą, zatwierdzony przez Słowackie Ministerstwo Kultury, przesłany został znacznie później drogą dyplomatyczną do Warszawy
- 1987 – medal Karola Hynka Máchy przyznany przez czeskiego Ministra Kultury
- 1990 – złoty medal Karola Čapka, przyznany przez Ministra Kultury Czeskiej
- 1994 – nagroda J.M. Rektora Uniwersytetu Śląskiego za pracę zespołową
- 1997 – nagroda J.M. Rektora Uniwersytetu Śląskiego za indywidualną aktywność zespołową
- 1998 – wygrała konkurs Japońskiego Ministerstwa Edukacji na pracę o postmodernizmie i została zaproszona na półroczny pobyt do Slavic Research Center na Hokkaido University w Sapporo. Przebywała tam jako fellow visiting professor od połowy czerwca do połowy grudnia 1998
- 1999 – Wydział Filozoficzny Uniwersytetu A.Komeńskiego w Bratysławie uhonorował Halinę Janaszek-Ivaničkovą medalem za Zasługi Dla Wydziału Filozoficznego tejże uczelni
- 2001 – nagroda J.M. Rektora Uniwersytetu Śląskiego
- 2002 – za wybitne zasługi w pracy naukowej, za osiągnięcia w działalności społecznej, została odznaczona przez prezydenta Aleksandra Kwaśniewskiego Krzyżem Oficerskim Orderu Odrodzenia Polski[8]
- 2010 – została uhonorowana przez Rektora i Senat Wyższej Szkoły Humanistyczno-Pedagogicznej w Łowiczu medalem „Amico Mazoviae Mater” nr 9 „pro meritis ad utilitatem Masoviae Matris” (za zasługi dla tej uczelni)

## Publikacje
Halina Janaszek-Ivaničková była autorką 10 książek autorskich oraz ponad 200 artykułów i esejów opublikowanych  w językach: polskim, angielskim, bułgarskim, czeskim, francuskim, japońskim, rosyjskim, słowackim i węgierskim. Była również redaktorem naukowym 20 publikacji zbiorowych. Publikowała w czasopismach Kultúrny život, Slovenské pohľady, Slavica Slovaca, Predvoj, Slavia i Práca.
- Karel  Čapek, czyli Dramat  humanisty, Wiedza Powszechna, Warszawa 1962, 267 s.
- Poľsko-slovenský a slovensko-poľský vreckový slovník, współautor Ferdinand Buffa, Slovenské Pedagogické Nakladateľstvo, Bratislava 1963, 741 s.
- Učebnica poľštiny pre samoukov. Kľuč k cvičeniam. Poľsko-slovenský; slovensko-poľský slovník., współautor Ferdinand Buffa, Slovenské Pedagogické Nakladateľstvo, Bratislava 1968, 93 s.
- Świat jako zadanie inteligencji. Studium o Stefanie Żeromskim., Państwowy Instytut Wydawniczy, Warszawa 1971, 257 s.
- Kuncewiczowa, przekład z języka polskiego na angielski K. Cękalska, Agencja Autorska, Warsaw 1974, 57 s.
- Kochanek Sławy. Studium o Ľudovície Štúrze., wydawnictwo Śląsk, Katowice 1978, 417 s.,
- O współczesnej komparatystyce literackiej, wyd. I, Warszawa 1980, PWN, ISBN 83-01-01793-7, 253 s.
- O współczesnej komparatystyce literackiej, wyd. II poszerzone i uzupełnione, Warszawa 1989, PWN, ISBN 83-01-08972-5, 331 s.
- Karel  Čapek, Czytelnik, Warszawa 1985, 144 s.
- Wymiana literacka polsko-czeska i polsko-słowacka w czterdziestoleciu Polski Ludowej., Krajowy Instytut Wydawniczy, Warszawa 1985, 47 s.
- Misjonarze i konsumenci. Literatura i wartości w krajach słowiańskich., wydawnictwo Śląsk, Katowice 1987, 358 s.
- W krainie Czecha i Słowaka., Krajowa Agencja Wydawnicza, Warszawa 1988, 106 s.
- Od modernizmu do postmodernizmu, Wydawnictwo Uniwersytetu Śląskiego, Katowice 1996, ISBN 83-226-0687-7, 164 s.
- Nowa twarz postmodernizmu, Uniwersytet Śląski, Katowice 2002, ISBN 83-226-1113-7, 331 s.
- Joseph Conrad’s Slavic Soul and Feelings in Pavel Vilikovsky’s Novel’ Posledný kôň Pompejí w: The Realms of Biography, Literature, Politics and Reception: Polish  and East-Central European Joseph Conrad. redaktor Wiesław Krajka. Wydawca: East European Monographs; Lublin: Maria Curie Skłodowska University; New York ”Columbia University Press,” 2010, ss. 393–428, Vol.IX of Conrad; Eastern and Western Perspectives. redaktor Wiesław Krajka,

Artykuły i redakcja
- Powrót do źródeł duchowości Tatarki: od uległości «Demonowi zgody», poprzez bezsilne słowackie «vajatanie» do buntu zbójnicko-egzystencjalistycznego w: Związki kulturalno-słowackie w dziejach. Redaktor J. Wyrozumski. Międzynarodowe Centrum Kultury, Kraków 1996, ISBN 83-85739-22-X, ss. 171–183
- Apologia a kritika neoromantickej bohemy v tvorbe St. Przybyszewského, „Slavia” 1973, vol. 43, ss. 252–266
- Rewolucyjna wartość sztuki w powieściach Berenta., „Slavia”, Praha 1974, ss. 277–293
- Deux modeles d’intellectuel dans la littérature polonaise entre le XIX e et le XX siècle. w: Actes duVIe  Congrès de l’Association Internationale de Littérature Comparée., Bordeaux. Organisateur Robert Escarpit. Stuttgart. Kunst and Wissen, Erich Bieber 1975, ss. 479–483
- Słowianie w świecie antynorm Stanisława Przybyszewskiego, Red naukowa Halina Janaszek Ivaničková i Edward Madany, Wrocław-Warszawa-Kraków-Gdańsk-Łódź, Zakład Narodowy Ossolińskich, Wydawnictwo PAN 1981, ISBN 83-04-00937-4, 383 s., tamże artykuł Słowianie w świecie antynorm Stanisława Przybyszewskiego, ss. 9–32
- Antologia zagranicznej komparatystyki literackiej pod redakcją Haliny Janaszek-Ivaničkovej, wybór, wstęp, noty o autorach, tłum. m.in., Warszawa Instytut Kultury 1997, ISBN 83-85323-53-8, 327 s.
- The Horizons of Contemporary Slavic Comparative Literature Studies. The book was edited and published with the support of the scientific research project research project „Dialog and Confrontation: the East-West Paradigm in the Slavic and Eurasian World (2005–2009) sponsored by the Grants-In Aid For The Scientific Research of Japan Society for the  Promotion of Science. The project is headed by Prof. Tetsuo Mochizuki from Slavic Research Center, Hokkaido University Sapporo, Japan, Warszawa Dom Wydawniczy Elipsa, Warszawa 2007. ISBN 978-83-7151-779-2, 251 s.
- Postmodernism in Literature and Culture of Central and Eastern Europe, redakcja Halina Janaszek-Ivaničková i Douwe Fokkema. Artykuły zaprezentowane na międzynarodowej konferencji zorganizowanej w Ustroniu przez Uniwersytet Śląski w listopadzie 1993, Śląsk Sp. z o.o., Katowice 1996, ISBN 83-85831-48-7, 339 s., opublikowane w języku polskim w 1992
- The Postmodern Avant La Lettre. The Decline of the Grand Recits in West Slavonic Literature, ”Acta Slavonica Japonica”, Slavic Research Center, Hokkaido University 2000, t. 17, ss. 1–32
- Postmodernism in Poland, w: International Postmodernism. Theory and Literary Practice., w redakcji Hans Bertens i Douwe Fokkema, Amsterdam/Philadelpia 1997, ss. 423–428
- Literatury słowiańskie po roku 1989 w dialogu z Europą i światem. Nowe zjawiska, tendencje, perspektywy, t. I Transformacja. Pod redakcją naukową Haliny Janaszek-Ivaničkovej, Warszawa, Elipsa 2005, tamże tejże Wstęp ss. 7–30 oraz Literatura polska w wirach transformacji ss. 31–60
- Neohelicon. Acta Comparationis Litterarum Universarum, 2006, XXIII/2 Nr 2 Slavic Literatures after the revolutions of 1989, redaktor-gość H. Janaszek-Ivaničková Budapest; Akademia Kiado, Dodrecht  Springer, ss. 9-148, tamże tejże Slavic Literature in the Chaos of Postmodern Changes ss. 9–36
- Słowiańszczyzna i świat z perspektywy japońskiej w: Przegląd Rusycystyczny 2009, nr 3, ss. 6–22

Inne
- Nadzieje i zagrożenia. Slawistyka i komparatystyka u progu nowego tysiąclecia, pod redakcją Józefa Zarka, Studia ofiarowane Profesor Halinie Janaszek-Ivaničkovej, Wydawnictwo Uniwersytetu Śląskiego, Katowice 2002, ISBN 83-226-1115-3 ISSN 0208-6336, 520 s.